# Tony Stark (Universo cinematográfico de Marvel)
Anthony Edward Stark (Manhattan, Nueva York, Estados Unidos, 29 de mayo de 1970 - Nueva York, Estados Unidos, 17 de octubre de 2023), más conocido como Tony Stark, es un personaje interpretado por Robert Downey Jr. en el Universo cinematográfico de Marvel, basado en el personaje de Marvel Comics del mismo nombre y conocido comúnmente por su alter ego, Iron Man. Stark es un fabricante, genio inventor, héroe y explayboy propietario de Industrias Stark. Al comienzo de la saga, es el principal fabricante de armas para el ejército de los Estados Unidos, hasta que cambia de parecer y redirige su conocimiento técnico hacia la creación de armaduras metalizadas que usa para defenderse de aquellos que amenazan la paz alrededor del mundo.
Stark se convierte en miembro fundador y eventual líder de los Vengadores. Después de su fallido Programa Ultrón, el conflicto interno dentro de los Vengadores debido a los Acuerdos de Sokovia y Thanos borrando con éxito la mitad de toda la vida en El Blip, Stark se retira, se casa con Pepper Potts y tienen una hija llamada Morgan. Sin embargo, Stark se reúne con los Vengadores en una misión final para deshacer las acciones de Thanos. Él diseña un dispositivo para viajar en el tiempo y los Vengadores restauran con éxito billones de vidas en todo el universo. Sin embargo, Stark inevitablemente sacrifica su vida para derrotar a Thanos y su ejército. Stark elige a Peter Parker como sucesor.
El personaje ha sido una de las figuras centrales del UCM, habiendo aparecido en once películas desde su introducción en Iron Man. En 2015, la evolución del personaje sobre la serie se describió como "el arco definitorio del universo cinematográfico de Marvel". En 2018, se argumentó que "ningún otro personaje continúa un viaje tan transformador como Iron Man".

## Concepto y creación
Tony Stark apareció por primera vez como un personaje de cómic, en Tales of Suspense # 39 (portada con fecha de marzo de 1963, una colaboración entre Stan Lee, el guionista Larry Lieber, Don Heck y Jack Kirby. Lee quería crear el "capitalista por excelencia", un personaje que iría en contra del espíritu de los tiempos y los lectores de Marvel. Lee basó la apariencia y personalidad de este playboy en Howard Hughes, explicando: "Howard Hughes fue uno de los hombres más coloridos de nuestro tiempo. Fue un inventor, un aventurero, un multimillonario, un hombre de damas y finalmente un loco". El traje original del personaje era un traje acorazado gris voluminoso, reemplazado por una versión dorada en su segunda historia (número 40, abril de 1963), y rediseñado como una armadura más elegante, roja y dorada en el número 48 (diciembre de 1963) por Steve Ditko. Lee y Kirby incluyeron a Iron Man en The Avengers #1 (septiembre de 1963) como miembro fundador del equipo de superhéroes. A mediados de la década de 2000, con una serie de películas realizadas desde otras propiedades de Marvel con licencia para otros estudios, Kevin Feige se dio cuenta de que Marvel aún era propietaria de los derechos de los miembros principales de los Vengadores, que incluían a Iron Man. Feige, un "fanboy" que se profesaba a sí mismo, imaginó crear un universo compartido tal como lo habían hecho los creadores Stan Lee y Jack Kirby con sus cómics a principios de la década de 1960.
Jon Favreau, quien fue seleccionado para dirigir la primera película de Iron Man, sintió que el pasado de Downey lo convirtió en una opción adecuada para el papel, y que el actor podría hacer de Stark un "imbécil simpático", pero también representa un auténtico viaje emocional una vez que se ganó a la audiencia. En última instancia, sin embargo, Downey terminó siendo la elección que el estudio hizo para el primer personaje en su extenso universo cinematográfico. Favreau también se sintió atraído por Downey por su actuación en Kiss Kiss Bang Bang, con Downey conversando frecuentemente con el director de esa película, Shane Black, sobre el guion y el diálogo en Iron Man.

## Caracterización

### Apariencia y personalidad
Downey tenía una oficina al lado de Favreau durante la preproducción, lo que le permitió una mayor participación en el proceso de escritura de guiones, especialmente añadiendo humor a la película. Downey explicó "Lo que usualmente odio acerca de estas películas (de superhéroes) es que cuando el tipo a quien estás siguiendo de repente se convierte en Dudley Do-Right, se supone entonces que debes creerte todo su «¡Hagamos algo para bien!», un asunto al estilo Eliot Ness con capa. Lo que en verdad se me hizo importante era no cambiar tanto al personaje puesto que sea irreconocible. Cuando alguien solía ser un idiota y ya no lo es, con suerte aún posee sentido del humor". Para adaptarse a su papel, Downey dedicó cinco días de la semana a entrenar con pesas y practicar artes marciales con la finalidad de ponerse en forma, situación a la que se refirió como beneficiosa, ya que "es difícil no tener una crisis de personalidad [...] después de varias horas en ese traje. Estoy recordando cada momento terapéutico que se me ocurre a cada momento solo para pasar el día". La revelación al final del alter ego de Iron Man de Stark fue improvisada por el actor de Stark, Robert Downey Jr.
En Iron Man 2, Stark lucha por mantener su tecnología fuera de las manos del gobierno. Downey y Favreau, a quienes se les entregó un guion y trabajaron en la primera película, concibieron la historia de la película. Como Stark es un héroe, Downey dijo: "Es algo heroico, pero en realidad lo es en su propio nombre. Así que creo que probablemente haya un poco de complejo impostor y, apenas he dicho, "Soy Iron Man" ese es ahora realmente me pregunto qué significa eso. Si tienes todo este cojín como él y el público está de tu lado y tienes una inmensa riqueza y poder, creo que está demasiado aislado para estar bien".
The Avengers introdujeron el papel de Stark como uno de un conjunto de héroes que deben unirse para defender la Tierra de una invasión alienígena dirigida por el dios Loki. Inicialmente, Downey presionó al director Joss Whedon para hacer que Stark fuera el protagonista de la película Avengers de 2012: "Bueno, yo dije, "Necesito estar en la primera escena. No sé qué estás pensando, pero Tony tiene que conducir esto". Él dijo, "Bueno, intentémoslo". Lo intentamos y no funcionó, porque esto es algo diferente, la historia, la idea y el tema es el tema, y todos son solo un brazo del pulpo". Sobre la evolución del personaje de películas anteriores, Downey dijo: "En Iron Man, que fue una historia de origen, él fue su propia epifanía y redención. Iron Man 2 se trata de no aislarse, de lidiar con cuestiones de legado y hacer espacio para otros. En The Avengers, está peleando junto con los demas". En el clímax de la película, Stark guía un misil nuclear a través de un portal interestelar para destruir la principal nave alienígena, demostrando su disposición a sacrificar su vida para salvar la Tierra.
En Iron Man 3, Stark lucha con las secuelas que lo marcaron después de lo acontecido en The Avengers, sufriendo repentinos ataques de ansiedad. Al hacer una tercera película de Iron Man, Downey dijo: "Tengo la sensación de que tenemos que dejarlo todo en el campo, lo que sea que eso signifique al final. Puedes elegir varios puntos de partida diferentes para ello". Al seguir a Los Vengadores, Downey dijo que "tratamos de ser prácticos, en un mundo posterior a Avengers. ¿Cuáles son sus desafíos ahora? ¿Cuáles son las limitaciones que podría tener? ¿Y qué tipo de amenaza haría que, como es usual, ignore esas limitaciones?" El guionista Drew Pearce comparó a Stark en Iron Man 3 con un James Bond estadounidense por ser "héroes con un sentido de peligro e imprevisibilidad" incluso aunque Stark sea un "agente libre" en vez de una figura de autoridad como Bond. También relacionó a Tony con los protagonistas de películas de los años 70 como The French Connection, donde "las idiosincrasias de los héroes eran lo que las volvía interesantes".
En Avengers: Age of Ultron, Stark se ha convertido en el benefactor de los Vengadores. Sobre cómo evoluciona su personaje después de los eventos de Iron Man 3, Downey dijo: "Creo que se da cuenta de que retocar y hacer todos los trajes en el mundo —que es lo que ha estado haciendo— no funcionó para eso en su turno de servicio que le dejó un poco de estrés postraumático. Así que su enfoque está más en cómo puede hacer que no haya un problema para empezar. Que, saben, haya un guardia en la entrada de nuestro planeta. Esa es la gran idea". Los eventos de Age of Ultron conducen directamente al conflicto en Capitán América: Civil War, en el que Stark lidera una facción de Vengadores en apoyo de la regulación de individuos con superpoderes, y es el principal antagonista de la película. Anthony Russo dijo que la egomanía de Stark permitió a los escritores "llevarlo a un punto en su vida en el que estaba dispuesto a someterse a una autoridad, donde sentía que era lo correcto". Joe Russo agregó que debido a las visiones que Stark vio en Age of Ultron, ahora tiene un complejo de culpa que "lo impulsa a tomar decisiones muy específicas", llamando a su arco emocional "muy complicado". El entrenador personal de Downey, Eric Oram declaró que el truco para enfrentar a Rogers contra Stark, "es mostrar a Iron Man usando la fuerza mínima necesaria para ganar la pelea". Marvel inicialmente quería que la parte de Downey fuera más pequeña, pero "Downey quería que Stark tuviera un papel más importante en la trama de la película". Variety señaló que Downey recibiría $40 millones más back-end por su participación, así como un pago adicional si la película superaba a The Winter Soldier, ya que Marvel atribuiría ese éxito a la presencia de Downey.
En Spider-Man: Homecoming, Stark es el mentor de Peter Parker y es el creador del Departamento de Control de Daños de los EE. UU. El presidente de Sony Pictures Motion Picture Group, Thomas Rothman, señaló que, más allá de la ventaja comercial de presentar a Downey en la película, la inclusión de Stark fue importante debido a la relación establecida entre él y Parker en Captain America: Civil War. Watts señaló que después de las acciones de Stark en Civil War, al presentar a Parker a la vida como Vengador, hay "muchas repercusiones en eso. ¿Es un primer paso hacia Tony como algún tipo de mentor? ¿Se siente cómodo con eso?". El coguionista Jonathan Goldstein comparó a Stark con el personaje del padre de Ethan Hawke en Boyhood (2014).
Downey retomó el papel en Avengers: Infinity War (2018) y Avengers: Endgame (2019). El director de Iron Man 3, Shane Black, declaró en marzo de 2013 que "ha habido mucha discusión al respecto: ¿Es este el último Iron Man para Robert [Downey Jr.]? Algo me dice que no será el caso, y [él] será visto en una cuarta o quinta". El presidente de Marvel Studios, Kevin Feige, dijo que el personaje de Stark continuaría apareciendo en Marvel Cinematic Universe independientemente de la participación de Downey. También en marzo, Downey dijo que estaba abierto a extender su contrato, y dijo que siente que "hay un par de cosas más que tenemos que hacer" con el personaje. En junio de 2013, cuando Downey firmó para regresar como Iron Man en Avengers: Age of Ultron, también firmó para una tercera película de Avengers. En una entrevista de julio de 2014 durante el rodaje de Avengers: Age of Ultron, Downey expresó su interés en seguir interpretando a Iron Man. "Todo depende de que Kevin [Feige] e Ike [Perlmutter, CEO de Marvel Entertainment] y Disney nos presenten cuál es la propuesta, y eso depende de nosotros estar de acuerdo o en desacuerdo", dijo Downey. "Cuando las cosas van bien, hay mucho acuerdo". Agregó: "Es esa cuestión de: ¿Por qué renunciar al cinturón cuando se siente que apenas puedes ser golpeado?". En abril de 2016, Downey expresó su apertura a aparecer en una posible cuarta película de Iron Man, diciendo "Podría hacer una más". El contrato de Downey Marvel expiró después de Avengers: Endgame, donde Stark muere.
El sentido de la moda de Stark evolucionó a lo largo de las películas, inicialmente descrito como "lamentablemente básico... en su mayoría jeans holgados, henleys y camisetas sin mangas, con un traje ocasional", pero mejorando en el momento de la primera película de Avengers, y cada vez más sofisticado por Civil War, a medida que Stark maduraba y aceptaba una mayor responsabilidad por las consecuencias de sus acciones. Downey expresó el deseo de que su guardarropa refleje que "todavía sabes que es Tony Stark, y todavía sabes que es el hombre más rico del mundo". La ropa de Stark se ha descrito como alternando entre "un traje dulce con algunos tonos" en su aspecto corporativo, "o una camiseta, jeans y un reactor arc" en su tiempo personal. Su sentido de la moda se ha referido como "parte del jefe de la mafia y parte del miembro del elenco de Big Bang Theory", y alternando "entre trajes de rayas a cuadros y camisetas vintage de imitación irónica".

### Armaduras y efectos especiales
Tony Stark ha usado múltiples armaduras diferentes en sus apariciones en UCM. Para Iron Man, Stan Winston y su compañía construyeron versiones de metal y goma de las armaduras que aparecen en la película, mientras que el dibujante de cómics de Iron Man, Adi Granov, diseñó el Mark III con el ilustrador Phil Saunders. Industrial Light & Magic (ILM) creó las armaduras digitales en la película, con The Orphanage y The Embassy haciendo un trabajo adicional. Para ayudar a animar los trajes más refinados, la información a veces se capturaba haciendo que Downey usara solo el casco, las mangas y el pecho del traje sobre un traje de captura de movimiento.
Para Iron Man 2, ILM volvió a hacer la mayoría de los efectos, como hizo en la primera película, con Double Negative también trabajando en la película. En el rodaje de Los Vengadores, Weta Digital se hizo cargo de la animación de Iron Man durante el duelo en el bosque de ILM. Para Iron Man 3, Digital Domain, Scanline VFX y Trixter trabajaron cada uno en tomas separadas con la armadura Mark 42, trabajando con diferentes modelos digitales. Los estudios compartieron algunos de sus archivos para garantizar la coherencia entre las tomas. Para las armaduras Mark 42 y Iron Patriot, Legacy Effects construyó trajes parciales que se usaron en el set.

## Biografía ficticia del personaje

### Primeros años
Anthony Edward Stark nació el 29 de mayo de 1970, en Manhattan, Nueva York, hijo de Howard Stark, un famoso inventor y empresario, y Maria Stark, una socialité y filántropa de Nueva York. Al crecer bajo los ojos del mayordomo Edwin Jarvis, su vida se caracterizó por una relación fría con su padre. Al ver que su hijo podía lograr grandes cosas, Howard trató de inspirarlo con conversaciones constantes sobre su propio papel en la creación del Capitán América, esto en cambio amargó a Stark, quien sintió que su padre estaba más orgulloso de sus creaciones que de su familia. Stark demostró ser un niño prodigio brillante y único, lo que lo llevó a asistir al MIT durante dos años a partir de los 15 años.
El 16 de diciembre de 1991, cuando Stark tenía 21 años, sus padres se fueron a las Bahamas, pero planearon detenerse en el Pentágono para entregar el suero del supersoldado que él había reconstruido. En su camino hacia allí, ambos murieron en un accidente automovilístico, más tarde se reveló que fue un asesinato llevado a cabo por el Soldado del Invierno en nombre de Hydra para robar el suero. Como resultado, Stark heredó la compañía de su padre, convirtiéndose en el propietario de Industrias Stark. Con los años, se hizo conocido como diseñador e inventor de armas y vivió un estilo de vida de playboy. En 1999, para la llegada del nuevo milenio, asistió a una conferencia en Berna donde conoció a los científicos Maya Hansen, inventora del tratamiento regenerativo experimental Extremis, y a Aldrich Killian, de quien rechazo una oferta de trabajo para Advanced Idea Mechanics.

### Origen de Iron Man
En 2010, Stark viaja a un Afganistán devastado por la guerra con su amigo y enlace militar, el teniente coronel James Rhodes para demostrar el nuevo misil "Jericho" de Stark. Después de la demostración, el convoy es emboscado y Stark es gravemente herido y encarcelado por un grupo terrorista, los Diez Anillos. Su compañero cautivo Ho Yinsen, un médico, implanta un electroimán en el pecho de Stark para evitar que los fragmentos de metralla lleguen a su corazón y lo maten.
Stark y Yinsen construyen en secreto un pequeño y poderoso generador eléctrico llamado reactor arc para alimentar el electroimán de Stark y una armadura motorizada. Cuando los Diez Anillos atacan el taller, Yinsen se sacrifica para entretenerlos mientras se completa el traje. El Stark blindado sale de la cueva para encontrar al moribundo Yinsen, luego quema las armas de los Diez Anillos con ira y se va volando, estrellándose en el desierto. Rescatado por Rhodes, Stark regresa a casa para anunciar que su compañía ya no fabricará armas. En el taller de su casa, Stark construye una versión más elegante y poderosa de su armadura improvisada, así como un reactor arc más poderoso.
Stark se entera de que Obadiah Stane ha estado traficando armas a criminales en todo el mundo y está organizando un golpe para reemplazarlo como CEO de Stark Industries. Stark, con su nueva armadura, vuela a Afganistán y salva a los aldeanos. Stane embosca a Stark en su casa y toma el reactor arc de su pecho, revelando que Stane fue responsable del cautiverio de Stark. Stark logra llegar a su reactor original para reemplazarlo y derrota a Stane. Al día siguiente, en una conferencia de prensa, Stark admite públicamente ser Iron Man.

### Enfrentando a Vanko y Hammer
Seis meses después, en 2011, Stark se ha convertido en una superestrella y usa su traje de Iron Man para medios pacíficos, resistiendo a la presión del gobierno para vender sus diseños. Reinstituye la Stark Expo para continuar con el legado de su padre, pero descubre que el núcleo de paladio en el reactor arc que lo mantiene vivo y alimenta la armadura lo está envenenando lentamente. Cada vez más imprudente y abatido por su muerte inminente, nombra a Pepper Potts CEO de Stark Industries.
Stark compite en el Gran Premio Histórico de Mónaco y es atacado a mitad de la carrera por Ivan Vanko, quien empuña látigos electrificados impulsados por un reactor arc en miniatura. Stark se pone su armadura Mark V y derrota a Vanko, pero el traje está severamente dañado. En su fiesta de cumpleaños, Stark se emborracha mientras usa el traje Mark IV. Rhodes se pone el prototipo de armadura Mark II de Stark y trata de inmovilizarlo. La pelea termina en un punto muerto, por lo que Rhodes confisca el Mark II para la Fuerza Aérea de los EE. UU.
Stark descubre un mensaje oculto de su padre, un diagrama de la estructura de un nuevo elemento que Stark sintetiza. En la Expo, el rival de Stark, Justin Hammer, presenta los drones blindados de Vanko que le hizo hacer, liderados por Rhodes en una versión fuertemente armada de la armadura Mark II. Stark llega con la armadura Mark VI para advertir a Rhodes, pero Vanko toma el control de forma remota tanto de los drones como de la armadura de Rhodes y ataca a Iron Man. Stark y Rhodes juntos derrotan a Vanko y sus drones. Después de salvar por poco a Pepper Potts de un dron autodestructivo, comienzan una relación.

### La batalla de Nueva York
En 2012, cuando el dios asgardiano Loki llega a la Tierra y comienza a amenazarla apoderándose del Teseracto en las instalaciones de S.H.I.E.L.D., Nick Fury activa la Iniciativa Vengadores y el agente Phil Coulson visita a Stark para que revise la investigación de Erik Selvig sobre el Teseracto. En Stuttgart, Steve Rogers y Loki luchan brevemente hasta que Stark aparece con su armadura, lo que resulta en la rendición de Loki. Mientras Loki es escoltado a S.H.I.E.L.D., Thor llega y lo libera, con la esperanza de convencerlo de que abandone su plan y regrese a Asgard. Después de una confrontación con Stark y Rogers, Thor acepta llevar a Loki al portaaviones volador de S.H.I.E.L.D., el Helicarrier.
Los Vengadores se dividen, tanto sobre cómo acercarse a Loki como sobre la revelación de que S.H.I.E.L.D. planea aprovechar el Teseracto para desarrollar armas. Los agentes poseídos por Loki atacan el Helicarrier, desactivando uno de sus motores en vuelo, que Stark y Rogers deben trabajar para reiniciar. Loki escapa, y Stark y Rogers se dan cuenta de que para Loki, simplemente derrotarlos no será suficiente; necesita dominarlos públicamente para validarse a sí mismo como gobernante de la Tierra. Loki usa el Teseracto para abrir un agujero de gusano en la ciudad de Nueva York sobre la Torre de los Vengadores para permitir que la flota Chitauri en el espacio invada la ciudad. Los superiores de Fury del Consejo de Seguridad Mundial intentan poner fin a la invasión lanzando un misil nuclear en Midtown Manhattan. Stark intercepta el misil y, en un aparente sacrificio de su propia vida, lo lleva a través del agujero de gusano hacia la flota Chitauri. El misil detona, destruyendo la nave nodriza Chitauri y desactivando sus fuerzas en la Tierra. El traje de Stark se queda sin energía, y vuelve a caer por el agujero de gusano, pero Hulk lo salva de estrellarse contra el suelo. Stark y los otros Vengadores capturan a Loki y Thor lo custodia de vuelta a Asgard.

### Persiguiendo al Mandarín
Stark desarrolla trastorno de estrés postraumático a partir de sus experiencias durante la invasión alienígena, lo que resulta en ataques de pánico. Inquieto, construye varias docenas de trajes de Iron Man, creando fricciones con su novia Pepper Potts. Siete meses después de la invasión, Happy Hogan resulta gravemente herido en uno de una serie de atentados con bombas por un terrorista conocido solo como el Mandarín, Stark emite una amenaza televisada para él, que destruye la casa de Stark con helicópteros artillados. Stark escapa con un traje de Iron Man y se estrella en la zona rural de Tennessee. Su armadura experimental carece de poder suficiente para regresar a California, y el mundo lo cree muerto.
Stark rastrea al Mandarín hasta Miami y se infiltra en su cuartel general, donde descubre que el Mandarín era solo un actor llamado Trevor Slattery. Aldrich Killian se revela a sí mismo como el verdadero Mandarín y captura a Stark. Se escapa y se reúne con Rhodes, descubriendo que Killian tiene la intención de atacar al presidente Ellis a bordo del Air Force One. Stark salva a los pasajeros supervivientes y a la tripulación, pero no puede evitar que Killian rapte a Ellis y destruya el Air Force One. Killian tiene la intención de matar a Ellis en una plataforma petrolera en la televisión en vivo. En la plataforma, Stark va a salvar a Potts, que había sido secuestrada y sometida a Extremis, mientras Rhodes salva al presidente. Stark invoca sus trajes de Iron Man, controlados de forma remota por J.A.R.V.I.S., para proporcionar apoyo aéreo. Potts, habiendo sobrevivido al procedimiento Extremis, mata a Killian. Stark ordena a J.A.R.V.I.S. destruir remotamente todos los trajes de Iron Man como un signo de su devoción por Potts y se somete a una cirugía para remover la metralla incrustada cerca de su corazón. Lanza su reactor arc torácico obsoleto al mar, pensando que siempre será Iron Man.

### Creación de Ultron
Varios años más tarde, Stark y los Vengadores asaltan una instalación de Hydra comandada por el barón Wolfgang von Strucker, quien ha estado experimentando con los hermanos Pietro y Wanda Maximoff usando el cetro que anteriormente manejaba Loki. Mientras el equipo pelea afuera, Stark ingresa al laboratorio y encuentra el cetro, junto con las naves Chitauri de la Batalla de Nueva York y los androides en construcción. Wanda se acerca sigilosamente detrás de él y usa sus poderes de manipulación mental para darle una visión inquietante: la muerte de todos los Vengadores excepto él. Stark se despierta de la visión y agarra el cetro de Loki.
Al regresar a la Torre Stark, el y Bruce Banner descubren una inteligencia artificial dentro de la gema del cetro y deciden secretamente usarla para completar el programa de defensa global "Ultron" de Stark. El inesperadamente sensible Ultron elimina el A.I. J.A.R.V.I.S. de Stark. y ataca a los Vengadores en la Torre. Escapándose con el cetro, Ultron construye un ejército de drones robot, mata a Strucker y recluta a los Maximoff, quienes responsabilizan a Stark de la muerte de sus padres por las armas de su compañía. Los Vengadores encuentran y atacan a Ultron, pero Wanda somete a la mayor parte del equipo con visiones personalizadas e inquietantes, lo que hace que Banner se transforme en Hulk y se enfurezca hasta que Stark lo detiene con su armadura anti-Hulk.
Después de esconderse en la casa de Clint Barton, Nick Fury llega y anima a Stark y a los demás a formar un plan para detener a Ultron, quien se descubre que obligó a la amiga del equipo, la Dra. Helen Cho, a perfeccionar un nuevo cuerpo para él. Rogers, Romanoff y Barton encuentran a Ultron y recuperan el cuerpo sintético, pero Ultron captura a Romanoff. Al regresar a su sede en Nueva York, los Vengadores luchan entre ellos cuando Stark y Banner suben en secreto a J.A.R.V.I.S., que todavía está operativo después de esconderse de Ultron dentro de Internet, en el cuerpo sintético. Thor regresa para ayudar a activar el cuerpo, explicando que la gema en su frente era parte de su visión. "Visión" y los Maximoffs ahora de su lado, acompañan a Stark y los Vengadores a Sokovia, donde Ultron ha usado el vibranium restante para construir una máquina para levantar parte de la ciudad capital hacia el cielo, con la intención de estrellarla contra el suelo y causar extinción global. Uno de los drones de Ultron puede activar la máquina causando que la ciudad se desploma, pero Stark y Thor sobrecargan la máquina y destrozan la masa de tierra. Los Vengadores establecen una nueva base y Stark deja al equipo en manos de Rogers y Romanoff.

### Acuerdos de Sokovia y sus consecuencias
En 2016, el secretario de Estado de los Estados Unidos, Thaddeus Ross, informa a los Vengadores que las Naciones Unidas (ONU) se están preparando para aprobar los Acuerdos de Sokovia, que establecerán la supervisión del equipo por parte de la ONU. Los Vengadores están divididos: Stark apoya la supervisión debido a su papel en la creación de Ultron y la devastación de Sokovia, mientras que Rogers tiene más fe en su propio juicio que en el de un gobierno, después de ver lo que ocurrió con S.H.I.E.L.D. Las circunstancias llevan a que Rogers y su compañero súper soldado Bucky Barnes, enmarcados por un ataque terrorista, se vuelvan fugitivos, junto con Sam Wilson, Wanda Maximoff, Clint Barton y Scott Lang. Stark reúne a un equipo compuesto por Romanoff, T'Challa, Rhodes, Visión y Peter Parker para capturar a los renegados en el aeropuerto de Leipzig/Halle. Sin embargo, durante la batalla, Rogers y Barnes pueden escapar. Stark se entera de que Barnes fue incriminado y convence a Wilson para que le dé el destino de Rogers. Sin informar a Ross, Stark va a las instalaciones de Hydra en Siberia y llega a una tregua con Rogers y Barnes. Descubren que los otros supersoldados han sido asesinados por Helmut Zemo, quien reproduce imágenes que revelan que Barnes mató a los padres de Stark. Stark se vuelve hacia ellos, desmembrando el brazo robótico de Barnes. Después de una intensa pelea, Rogers finalmente logra desactivar la armadura de Iron Man de Stark y se marcha con Barnes, dejando atrás su escudo. Stark regresa a Nueva York para trabajar en aparatos ortopédicos exoesqueléticos para permitir que Rhodes vuelva a caminar, después de sufrir una grave caída en Alemania. Steve Rogers envía un teléfono plegable a Stark, su antiguo aliado y amigo, para que se mantenga en contacto. Cuando Ross llama para informarle que Barton y los demás se han escapado, Stark se niega a ayudar.
Dos meses después, Peter Parker reanuda sus estudios de secundaria, y Stark le dice que aún no está listo para convertirse en un vengador completo. Stark rescata a Parker de casi ahogarse después de un encuentro con Adrian Toomes y advierte a Parker sobre una mayor participación con los criminales. Cuando otra arma de Toomes falla durante una pelea con Parker y rompe el ferry de Staten Island por la mitad, Stark ayuda a Parker a salvar a los pasajeros antes de amonestarlo por su imprudencia y confiscar su traje. Parker se da cuenta de que Toomes está planeando secuestrar un avión que transportaba armas desde la Torre Stark hasta la nueva sede del equipo. Después de que Parker frustra el plan y salva a Toomes de una explosión, Stark admite que estaba equivocado con Parker y lo invita a convertirse en un vengador a tiempo completo, pero Parker se niega. Potts sale de una conferencia de prensa repleta, convocada para hacer el anuncio, y Stark decide aprovechar la oportunidad para proponerle matrimonio a Potts, y le devuelve el traje a Peter.

### Guerra infinita
En 2018, Stark y Potts están en un parque de la ciudad de Nueva York discutiendo sobre tener hijos, cuando Banner, que había desaparecido después de la Batalla de Sokovia, aterriza en el Sanctum Sanctorum. Banner transmite una advertencia a Stephen Strange, Wong y Stark de que el titan loco Thanos planea usar las gemas del infinito para matar la mitad de toda la vida en el universo. Ebony Maw y Cull Obsidian llegan para recuperar la gema del tiempo, lo que provoca que Strange, Stark, Wong y Parker se enfrenten a ellos. Aunque Cull Obsidian queda incapacitado y es arrojado a la Antártida, Strange es capturado por Maw. Stark y Parker se escabullen a bordo de la nave espacial de Maw para rescatarlo.
Después de liberar con éxito a Strange y matar a Maw, el trío se dirige al planeta natal de Thanos, Titán, donde se encuentran con miembros de los Guardianes de la Galaxia. Forman un plan para enfrentar a Thanos y quitarle el guantelete del infinito, pero Thanos domina al grupo y apuñala a Stark. Strange entrega la gema del tiempo a cambio de que Thanos perdone a Stark. Thanos toma la gema y parte de Titán hacia la Tierra, recupera la última gema y activa el guantelete del infinito. Stark y Nebula, varados en Titán, observan cómo Parker y otros se convierten en polvo.

### Atraco al tiempo y muerte
Stark y Nébula están a la deriva en el espacio antes de ser rescatados por la Capitana Marvel y regresan a la Tierra, donde Stark elige retirarse y criar a su hija Morgan durante los próximos cinco años. En 2023, cuando Scott Lang descubre una forma de traer de vuelta a los caídos, los Vengadores se acercan a Stark, quien inicialmente se niega, considerando la idea peligrosamente hipotética. A pesar de esto y luego de ver una fotografía suya con Parker a quien lo echa de menos, examina el asunto en privado y descubre cómo hacerlo con éxito y acepta ayudar. Viajando a través del tiempo, Stark no puede recuperar la gema del espacio después de la Batalla de Nueva York, y en cambio se remonta a la década de 1970 para robarla en la instalación de S.H.I.E.L.D., donde tiene una conversación conmovedora con una versión más joven de su padre, Howard Stark.
Los Vengadores obtienen con éxito todas las gemas del infinito antes de regresar al presente. Las gemas se incorporan a un guantelete hecho por Stark, que Banner luego usa para resucitar a aquellos que fueron desintegrados por Thanos, incluyendo a Parker, con quien Tony se reencuentra y abraza. 
Sin embargo, les sigue una versión alternativa de Thanos y su ejército, que son convocados en 2023 por una versión alternativa de Nebula. Durante una batalla subsiguiente, Thanos obtiene el guantelete de Stark y los dos luchan por controlarlo. Thanos puede arrojar a Stark antes de intentar otro chasquido, pero descubre que Stark ha transferido todas las gemas a su propia armadura. Stark activa el guantelete, usándolos para desintegrar a Thanos y todas sus fuerzas y salvar el universo, pero se hiere fatalmente en el proceso, muriendo rodeado de Rhodes, Parker, Potts y el resto de los Vengadores.

### Legado
Ocho meses después, mientras el mundo sigue de luto por Stark, Parker recibe unos anteojos que pueden acceder a la inteligencia artificial E.D.I.T.H (Even Dead, I The Hero o en español Estando Difunto Incluso soy Tu Héroe) de Stark, con un mensaje que lo establece como el sucesor elegido de Stark. Sin embargo, Parker es engañado por Quentin Beck, un ex-empleado de Industrias Stark, descontento, porque le dé las gafas, ya que Parker lo ve como un sucesor más digno de Stark. Beck, que lidera un equipo de otros ex empleados de Stark Industries como William Ginter Riva, y enojado por ser despedido por Stark, busca llenar la vacante dejada por Iron Man utilizando el software que desarrolló para Stark; BARF, para aumentar ilusiones de criaturas conocidas como los Elementales, presentándose a sí mismo como un héroe conocido como "Mysterio" al "derrotarlos". Utiliza las gafas de Stark para realizar ataques con drones en Londres, apuntando a Parker. Parker finalmente frustra las tramas de Beck y retoma las gafas, mientras diseña su propio traje de Spider-Man utilizando tecnología de Industrias Stark, de manera similar a como Stark diseñó su primera armadura de Iron Man.

## Versiones alternativas
Otras versiones de Stark se representan en las realidades alternativas del multiverso MCU.

### Perdiendo el Teseracto
En un 2012 alternativo, Stark y los Vengadores resultan victoriosos sobre Loki durante la Batalla de Nueva York; sin embargo, Stark y Scott Lang (2023), que viajan en el tiempo, alteran la historia de Stark (2012) cuando intentan robar el maletín que contiene el Teseracto. Mientras Stark (2012) y Thor (2012) discuten con Alexander Pierce y agentes de S.H.I.E.L.D. sobre la custodia de Loki y el Teseracto, Lang, usando su traje de Ant-Man, se encoge y entra en el reactor de arco torácico de Stark (2012), extrayendo un tapón que le provoca una arritmia cardíaca. Thor (2012) usa el Mjolnir para reiniciar el reactor, salvándole la vida a Stark (2012). Stark (2023) obtiene el maletín, pero lo pierde cuando Hulk (2012) se estrella contra el ascensor. El Teseracto se cae y, con 2012-Stark y Thor distraídos, Loki lo recoge y se teletransporta.

### What If...?(2021-2024)
Varias versiones alternativas de Tony Stark aparecen en la serie animada What If ...?, Donde es interpretado por Mick Wingert.

#### Muerte de los Vengadores
En un 2010 alterno, Stark es asesinado por Hank Pym / Yellowjacket antes de que Fury pueda reclutarlo para la Iniciativa Vengadores. Romanoff es incriminada por su asesinato.

#### Brote de zombis
En un 2018 alternativo donde Hank Pym infecta a San Francisco con el Virus Cuántico que atrapó de Janet Van Dyne, Stark es uno de los primeros héroes en convertirse en zombi cuando los Vengadores son enviados a San Francisco para lidiar con el brote. Cuando Bruce Banner aterriza en Nueva York para advertir a los héroes sobre Thanos, los zombificados Stark, Stephen Strange y Wong devoran e infectan a Maw y Obsidian antes de centrar su atención en Banner. Banner se salva cuando Hope van Dyne decapita a Stark.

#### Engaño de Killmonger
En un universo alternativo en 2010, Erik "Killmonger" Stevens evita que Stark sea secuestrado por los Diez Anillos en Afganistán. Stark regresa a los Estados Unidos, donde Killmonger expone la participación de Obadiah Stane en la trama de la emboscada, y Stark lo nombra el nuevo director de operaciones de Stark Industries. Stark y Killmonger construyen un dron de combate humanoide usando el vibranium del anillo de N'Jobu, pero Killmonger luego traiciona y mata a Stark, lo que desencadena una guerra entre los Estados Unidos y Wakanda.

#### La conquista de Ultron
En un universo alternativo en 2015, Ultron carga con éxito su conciencia en el cuerpo de Vision, volviéndose lo suficientemente poderoso como para matar a Stark y a la mayoría de los Vengadores, y erradicar toda la vida en la Tierra y, posteriormente, el universo

#### Salvando la navidad
En otro universo alternativo, entre 2012 y 2013, Stark extrajo una muestra de sangre de Banner para estudiarla más a fondo. Justin Hammer se enteró de esto e intenta asaltar la Torre de los Vengadores durante la víspera de Navidad para adquirir la muestra, en venganza por su fallido golpe en la Stark Expo. Sin embargo, Happy Hogan, a quien se le asignaron detalles de seguridad para la fiesta de Navidad, accidentalmente se inyecta la muestra de sangre, lo que hace que se transforme lentamente en una criatura parecida a Hulk. Hogan intenta contactar a Stark, quien estaba ocupado repartiendo regalos a los niños como Santa Claus. Más tarde, Stark regresa a la Torre de los Vengadores con los otros Vengadores y ataca a Hogan, sin darse cuenta de que este último se había transformado. Luego, el equipo detiene a Hammer y regresa para celebrar la Navidad, aunque Stark evita responderle a Hogan si hay alguna manera de restaurarlo a la normalidad.

#### Aventuras en Sakaar
En un alternativo 2012, Stark se estrella en Sakaar cuando en la Batalla de Nueva York, no sale del agujero de gusano que usó para lanzar una bomba hacia la nave nodriza de los Chitauri. Después de derrotar al Gran Maestro en una carrera de batalla, Stark se convierte en un aliado cercano de Gamora después de la muerte de Thanos a manos de ella. Cuando el Vigilante está reuniendo héroes para luchar contra una versión de Ultrón que rompe el multiverso, selecciona a la Gamora de este mundo, pero excluye deliberadamente a Stark.

#### 1602
En un 2018 alternativo, Stark trabaja con el Precursor, otro individuo desplazado en el tiempo, para construir un dispositivo usando la Gema del Tiempo en el cetro de Thor. Stark le sugiere que trabaje con los forajidos Steve Rogers, Bucky Barnes y Scott Lang para ayudar a robarla, junto a la Capitána Carter y Bruce Banner, se infiltran en la corte de Thor. El grupo recupera la Gema del Tiempo para el dispositivo de Stark, que identifica a Rogers como el Precursor, quien inadvertidamente había creado la anomalía temporal mientras luchaba contra Thanos. 

#### Guerra Gamma
En un alternativo 2014, donde Banner creó inadvertidamente a Apex Hulk y las Bestias Gamma al bombardearse con radiación Gamma, Stark y los Vengadores construyeron gigantescos mechs Hulkbuster para luchar contra los monstruos, pero fueron superados en número y murieron en batalla.

### Tu amigo y vecino Spider-Man
En un alternativo 2016, Thaddeus Ross llama a Stark para que ayude a arrestar a Otto Octavius, quien planeaba escapar de su laboratorio.

## Apariciones
Robert Downey Jr. retrata a Tony Stark en las películas del Universo Cinematográfico de Marvel,  Iron Man (2008), Iron Man 2 (2010), The Avengers (2012), Iron Man 3 (2013), Avengers: Age of Ultron (2015), Capitán América: Civil War (2016), Spider-Man: Homecoming (2017), Avengers: Infinity War (2018), y Avengers: Endgame (2019). Además, Downey hace un cameo sin acreditar en The Incredible Hulk (2008).
En Spider-Man: lejos de casa (2019), Stark aparece en imágenes de archivo de Capitán América: Civil War, y también aparece a través de imágenes de archivo en Marvel One-Shot The Consultant (2011). Las imágenes de archivo del personaje también aparecen en "Glorious Purpose", el primer episodio de la serie de televisión de Disney + Loki.
En septiembre de 2019, Deadline Hollywood informó que Downey aparecería en Black Widow (2021) en su papel de UCM como Stark; una versión temprana del guion incluía la escena final del Capitán América: Civil War entre Stark y Natasha Romanoff. Esto no estaba en la película final, con la directora Cate Shortland declarando que ella y Kevin Feige decidieron no agregar a Stark ni a ningún otro héroe a la película para que Romanoff pudiera valerse por sí misma, y el guionista Eric Pearson agregó que la escena no aportaba nada nuevo a la historia.
Stark regresa en la serie animada de Disney + What If ...? aunque Mick Wingert le da voz al personaje.

## Diferencias con los cómics
El Iron Man del Universo cinematográfico de Marvel se diferencia de la versión de cómic en varios detalles. En los cómics, Stark se convierte en Iron Man después de una experiencia en Vietnam, que se actualiza en la película ocurriendo en Afganistán. Jarvis, en los cómics, es el mayordomo de la familia, mientras que en las películas, J.A.R.V.I.S es una inteligencia artificial creada por Tony, aunque de igual manera está inspirada en el mayordomo de la infancia de Stark. Tony también procede a través de las primeras iteraciones de su armadura para alcanzar el esquema de color rojo y dorado mucho más rápido. La personalidad de Stark se parece más a la versión de Ultimate del personaje.
Stark crea a la inteligencia artificial J.A.R.V.I.S. y finalmente lo sube a un cuerpo artificial la cual se convierte en Visión, este en las películas, es creado por Stark y Bruce Banner como contra de Ultron. Sin embargo, en los cómics, Ultron es creado por otro miembro de los Vengadores, Hank Pym, y los aspectos de la personalidad de Pym se integran a esta versión de Stark, como el deseo de paz. Otra diferencia en las películas es el romance entre Stark y Pepper Potts. En los cómics, Potts tiene sentimientos no correspondidos por Stark, y esta finalmente, se involucra su chofer y guardaespaldas Happy Hogan.
Un nuevo enfoque que no se ve en los cómics es la relación de mentoría de Stark con Peter Parker. En el universo Ultimate, Stark y Parker no superan la relación normal entre entrenador y aprendiz. En el UCM, Stark también es el creador de múltiples versiones de los trajes de Spider-Man de Parker, a diferencia de los cómics, donde solo crea el Iron Spider mientras que Parker crea todos sus otros trajes el mismo. También se muestra que Stark tiene una historia con los enemigos de Parker, como el Buitre y Mysterio, donde ambos se convierten en villanos después de las acciones de Stark, que si bien, el no termina frente a ellos, su protegido sí.
El mandarín, un villano recurrente de Iron Man en los cómics, resulta ser solo un actor que interpreta al personaje, y el verdadero cerebro criminal detrás de los actos reclamados por "el mandarín" es Aldrich Killian, un personaje secundario en los cómics. Se revela que el Mandarín es una persona real en Marvel One-Shot All Hail the King; esta versión será retratada como un enemigo de Shang-Chi en Shang-Chi y la leyenda de los diez anillos (2021).

## Recepción e impacto
La interpretación que Downey hizo del personaje ha sido ampliamente elogiada por fanáticos y críticos. Roger Ebert elogió la actuación de Downey en Iron Man y afirmó: "Al final del día, es Robert Downey Jr. quien impulsa el despegue que separa esto de la mayoría de las otras películas de superhéroes".  Frank Lovece de Film Journal International, ex escritor de Marvel Comics, elogió que Iron Man 2 "no encuentra a un hombre cambiado. Dentro del metal, la humanidad imperfecta crece aún más, a medida que surgen preguntas de identidad que invitan a la reflexión y conocer la tecno-fantasía hecha carne". 
Para Los Vengadores, Joe Morgenstern de The Wall Street Journal —a pesar de elogiar la actuación de Downey— favoreció su trabajo en Iron Man sobre su actuación en Los Vengadores: "Su Iron Man es ciertamente un jugador de equipo, pero el Sr. Downey viene a la fiesta con dos superpoderes insuperables: un personaje de sofisticación establecida: el industrial/inventor Tony Stark, un hombre de mundo de lengua afilada, y su propia presencia de mercurio que encuentra su mejor expresión en la autoironía".  En su reseña de Avengers: Endgame, Morgenstern elogió tanto al actor como al personaje, elogiando al "Tony Stark sorprendentemente inteligente de Robert Downey Jr." quien, junto con el Capitán América de Chris Evans y Thor de Chris Hemsworth, contribuyeron a la "producción" de esa película. sentimiento de familia... porque los debuts de sus miembros más destacados siguen vívidos hasta el día de hoy". 
En 2015, Empire nombró a Tony Stark como el decimotercer personaje cinematográfico más grande de todos los tiempos.  En 2019, tras la muerte de Stark en Endgame, se erigió una estatua que representa al personaje con su armadura de Iron Man en Forte dei Marmi, Italia. 